# بوفیس آندوهاهلا
بوفیس آندوهاهلا (نام علمی: Boophis andohahela) نام یک گونه از سرده قورباغه‌های بوفیس است.